# Xavier Cañellas Sánchez
Xavier "Xavi" Cañellas Sánchez (Puigpunyent, 16 de març de 1997) és un ciclista mallorquí que competeix en tant en carretera com en pista. El 2014 es va proclamar campió d'Europa júnior d'Òmnium. Entre el 2016 i el 2023 va córrer per l'equip amateur del Caja Rural-Seguros RGA. El 2024 fitxà per l'Euskaltel–Euskadi.

## Palmarès en pista[calcitació]
- 2014
  -  Campió d'Europa júnior en Òmnium
  -  Campió d'Espanya júnior en Scratch
  -  Campió d'Espanya júnior en Quilòmetre
  -  Campió d'Espanya júnior en Madison
  -  Campió d'Espanya júnior en Persecució per equips
- 2015
  -  Campió d'Espanya de Persecució per equips (amb Albert Torres, Jaume Albert Muntaner i David Muntaner)
- 2016
  -  Campió d'Espanya de Madison (amb Albert Torres)
  -  Campió d'Espanya de Persecució per equips (amb Albert Torres, Marc Buades i Toni Ballester)
- 2017
  -  Campió d'Espanya de Madison (amb Albert Torres)
  -  Campió d'Espanya de Persecució per equips (amb Albert Torres, Marc Buades i Joan Martí Bennassar)
- 2018
  -  Campió d'Espanya de Persecució per equips (amb Marc Buades, Albert Torres i Pau Llaneras)
- 2019
  -  Campió d'Espanya de Persecució per equips (amb Albert Torres, Josep Blanco i Marc Buades)
  -  Campió d'Espanya de Madison (amb Albert Torres)

### Resultats a laCopa del Món
- 2015-2016
  - 2n a Hong Kong, en Scratch

## Palmarès en ruta
- 2013
  -  Campió d'Espanya cadet en contrerellotge
- 2017
  - 1r al Premio Primavera
  - 1r a la Pentekostes Saria
  - 1r a la Laudio Saria
  - Vencedor d'una etapa a la Volta al Bidasoa
- 2018
  - 1r al Premio Primavera
  - 1r al Gran Premi Macario
  - Vencedor d'una etapa a la Volta a Castelló
  - 1r a la San Bartolomé Saria
  - 1r a la Zaldibiako Sari Nagusia
- 2020
  - Vencedor d'una etapa a la Belgrad-Banja Luka